# Praktsnabblöpare
Praktsnabblöpare (Philodromus histrio) är en spindelart som först beskrevs av Pierre André Latreille 1819.  Praktsnabblöpare ingår i släktet Philodromus och familjen snabblöparspindlar. Arten är reproducerande i Sverige. Inga underarter finns listade i Catalogue of Life.